# Кузовлев, Михаил Валерьевич
Михаил Валерьевич Кузовлев (род. 8 августа 1966, Красногорск, Московская область) — российский банкир и финансист, первый заместитель председателя, член правления ВЭБ.РФ, ранее — председатель правления АКБ «Российский капитал».

## Биография
Родился 8 августа 1966 года в Красногорске, Московской области.
В 1988 году окончил Московский государственный институт международных отношений МИД СССР по специальности «Международные экономические отношения». Свободно владеет английским и персидским языками..
В сентябре 2020 года кипрская газета «Politis» опубликовала список 34 персон, которые в период с 2008 по 2012 гг. получили кипрское гражданство за инвестиции. При этом, газета связала список с политически значимыми лицами или преступниками. Согласно этой публикации, Михаил Кузовлев имеет кипрское гражданство с сентября 2008 года. Кроме того, издание отмечает, что в феврале 2008 года, по данным Guardian, Кузовлева обвинили в причастности к скандалу с просроченными кредитами на сумму более 1 миллиарда долларов. Его имя фигурирует в «Панамских документах», а, согласно публикации «Financial Mirror», бывший президент Республики Кипр Димитрис Христофиас стал крестным отцом дочери Кузовлева. 

### Карьера
В 1990—1996 годах — первый заместитель директора, впоследствии — вице-президент Внешнеэкономического центра «Пробизнес».
В 1997 году — начальник управления финансовых операций, затем заместитель председателя правления Коммерческого банка «Пробизнесбанк». 
В 2000 году переведен на должность старшего вице-президента АКБ «Пробизнесбанк».
С 2002 года — вице-президент ОАО «Банк Внешней торговли (Внешторгбанк)».
С 2004 года — председатель правления ЗАО «КБ Гута-банк» (позднее переименованного в ВТБ 24), в 2005 году назначен его президентом — председателем правления. 
С 2004 года — исполнительный управляющий директор, с 2008 по апрель 2014 — председатель совета директоров Russian Commercial Bank (Cyprus) Ltd (Русский коммерческий банк, Кипр).
С 2008 по апрель 2011 — первый заместитель президента-председателя правления ОАО «Банк ВТБ». 
С 2010 года по июнь 2012 — член совета директоров ОАО «РЖД». 
С апреля 2011 года по июнь 2015 года — президент-председатель правления ОАО «Банк Москвы». 
С июня 2012 по июнь 2013 — член совета директоров ОАО «НК „Роснефть“». 
С июля 2015 года — председатель правления АКБ «Российский капитал». 
В июне 2018 года был назначен первым заместителем председателя, членом правления государственной корпорации ВЭБ.РФ, куратором направления по работе с накопленным портфелем активов корпорации.

### Работа в Банке Москвы
Вскоре после отставки Юрия Лужкова с поста мэра г. Москвы и внесения Банка Москвы в план приватизации Михаил Кузовлев в качестве первого заместителя президента-председателя правления Банка ВТБ участвовал в переговорах по приобретению Группой ВТБ контрольного пакета акций Банка Москвы. В январе 2011 года совет директоров Банка Москвы утвердил Михаила Кузовлева и президента-председателя правления Банка ВТБ Андрея Костина кандидатами в новый состав совета директоров Банка Москвы, а также рекомендовал Михаила Кузовлева для утверждения собранием акционеров на пост президента Банка Москвы.
22 февраля 2011 года Группа ВТБ завершила сделку по приобретению 46,48 % акций Банка Москвы у Правительства Москвы. Михаил Кузовлев возглавил работу по проверке финансового состояния Банка Москвы. 24 февраля 2011 года Андрей Костин избран председателем совета директоров Банка Москвы, а Михаил Кузовлев назначен первым вице-президентом Банка Москвы. 12 апреля 2011 года президент Банка Москвы Андрей Бородин и его первый заместитель Дмитрий Акулинин были отстранены от должностей решением суда на время следствия по делу ЗАО «Премьер Эстейт». Совет директоров Банка Москвы назначил Михаила Кузовлева исполняющим обязанности президента Банка Москвы. 21 апреля 2011 внеочередное собрание акционеров большинством голосов избрало Михаила Кузовлева президентом Банка Москвы.
В ноябре 2011 года при участии Михаила Кузовлева была утверждена стратегия развития Банка Москвы на 2011—2014 гг. в составе Группы ВТБ. Согласно стратегии, Банк Москвы будет развиваться как самостоятельный универсальный коммерческий банк в составе Группы ВТБ. Приоритетным регионом для деятельности банка станет Московский регион. Банк Москвы является опорным банком Группы ВТБ по работе со средним и малым бизнесом, а также с физическими лицами в Москве и Московской области.

## Общественная деятельность
С марта 2011 года Михаил Кузовлев является председателем Делового совета по сотрудничеству с Кипром. В сентябре 2011 года он подписал меморандумы о привлечении прямых иностранных инвестиций в Кипр и Россию, а также об упрощении и продвижении обмена инвестициями и новыми технологиями между странами с Кипрским агентством по продвижению инвестиций и Кипрско-российской бизнес-ассоциацией.
8 февраля 2012 года в рамках заседания КС РСПП ЦФО Михаил Кузовлев был избран председателем координационного совета Российского союза промышленников и предпринимателей ЦФО. 9 февраля в ходе XIX (V) съезда РСПП Михаил Кузовлев был избран членом правления ООР «РСПП» и вице-президентом РСПП.
С июля 2012 года является Членом Общественной палаты Московской области.
26 октября 2012 года в Москве состоялся VI Съезд Московской торгово-промышленной палаты, в рамках которого прошли выборы Президента МТПП. По итогам голосования Членов Палаты на этот пост был избран Президент-Председатель Правления Банка Москвы Михаил Кузовлев.
С апреля 2013 по апрель 2016 года был Председателем Общественной палаты города Москвы первого созыва
Является членом Правления Московской Конфедерации промышленников и предпринимателей (работодателей).